# Spathiphyllum phryniifolium
Spathiphyllum phryniifolium Schott – gatunek wieloletnich, wiecznie zielonych roślin zielnych z rodzaju skrzydłokwiat, z rodziny obrazkowatych, występujący w Ameryce Środkowej i Kolumbii, zasiedlający równikowe lasy deszczowe.